# Операційний важіль

## Операційний важіль або виробничий леверидж (operational leverage)
Операційний важіль або виробничий леверидж (leverage - важіль)-інструмент управління операційним прибутком, заснований на вивченні співвідношення постійних і змінних витрат.
Чим нижче питома вага постійних витрат у загальній сумі витрат підприємства, тим у більшому ступені змінюється величина прибутку стосовно темпів зміни валової виручки (обсягу продажів за встановленими цінами).
Коефіцієнт операційного левериджу розраховується за формулою:
ОЛ = Постійні витрати / змінні витрати
Чим вище значення коефіцієнта операційного левериджу, тим більшою мірою воно здатне прискорювати темпи приросту операційного прибутку стосовно темпів приросту обсягу реалізації продукції.
При однакових темпах приросту обсягу продажу продукції підприємство, що має більший коефіцієнт операційного левериджу, за інших рівних умов завжди буде в більшій мірі прирощувати суму свого операційного прибутку в порівнянні з підприємством з меншим значенням цього коефіцієнта.
Конкретне співвідношення приросту суми операційного прибутку та суми обсягу реалізації, що досягається при визначеному коефіцієнті операційного левериджу, характеризується показником "ефект операційного левериджу". Принципова формула розрахунку цього показника має вигляд:
Ефект операційного левериджу, що досягається при конкретному значенні його коефіцієнта на підприємстві = Темп приросту валового операційного прибутку,% / Темп приросту обсягу реалізації продукції,%.
Прибуток підприємства, у якого рівень виробничого левериджу вище, більш чутливий до зміни валових грошових надходжень. При різкому падінні продажу таке підприємство може дуже швидко опуститися нижче рівня беззбитковості. Таким чином, підприємство з високим рівнем виробничого левериджу є більш ризикованим.
Згідно з міжнародними стандартами бізнес-планування коефіцієнт операційного важілю є невід'ємною частиною фінансових розрахунків бізнес-планів